# Kepler-88d
Kepler-88d, também conhecido por super-Júpiter, é o terceiro exoplaneta em órbita ao redor da estrela Kepler-88, na constelação de Lyra, localizada a 1 200 anos-luz de distância da Terra e, possui a massa três vezes maior que o planeta Júpiter. Descoberto por astrônomos do Instituto de Astronomia da Universidade do Havaí (UH IfA), no observatório  W. M. Keck no estado do Hawaii), após analises com o instrumento High-Resolution Echelle Spectrometer conectado ao telescópio Keck I.